# Brestskaja krepost'
Brestskaja krepost' (Брестская крепость) è un film del 2010 diretto da Aleksandr Kott.

## Trama
Il film mostra l'eroica difesa della Fortezza di Brest, che fu la prima località sovietica a subire l'aggressione delle truppe della Germania nazista il 22 giugno 1941.